# Eurygenius parvicornis
Eurygenius parvicornis är en skalbaggsart som beskrevs av Henry Clinton Fall 1930. Eurygenius parvicornis ingår i släktet Eurygenius och familjen kvickbaggar. Inga underarter finns listade i Catalogue of Life.